# Air France

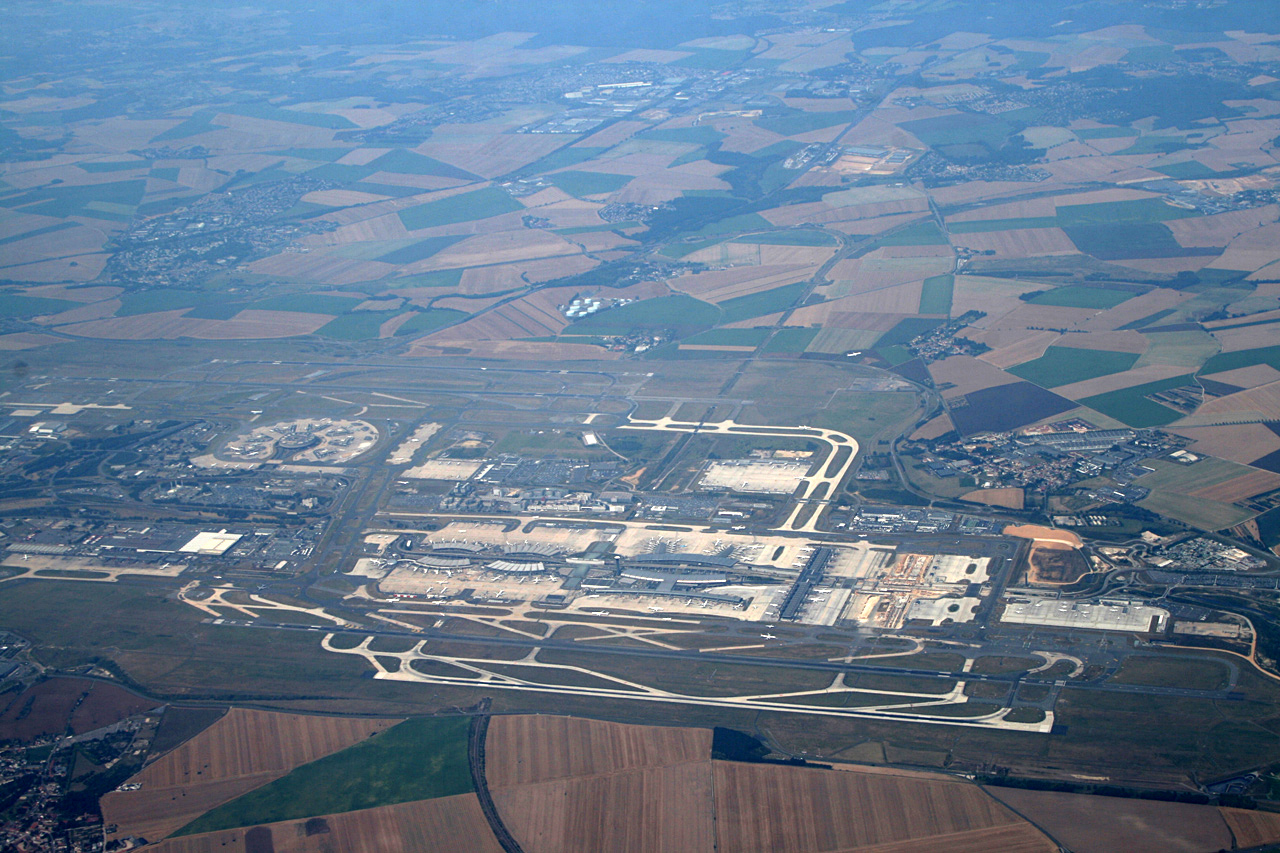
Port lotniczy Paryż-Roissy-Charles de Gaulle – główny hub i siedziba linii

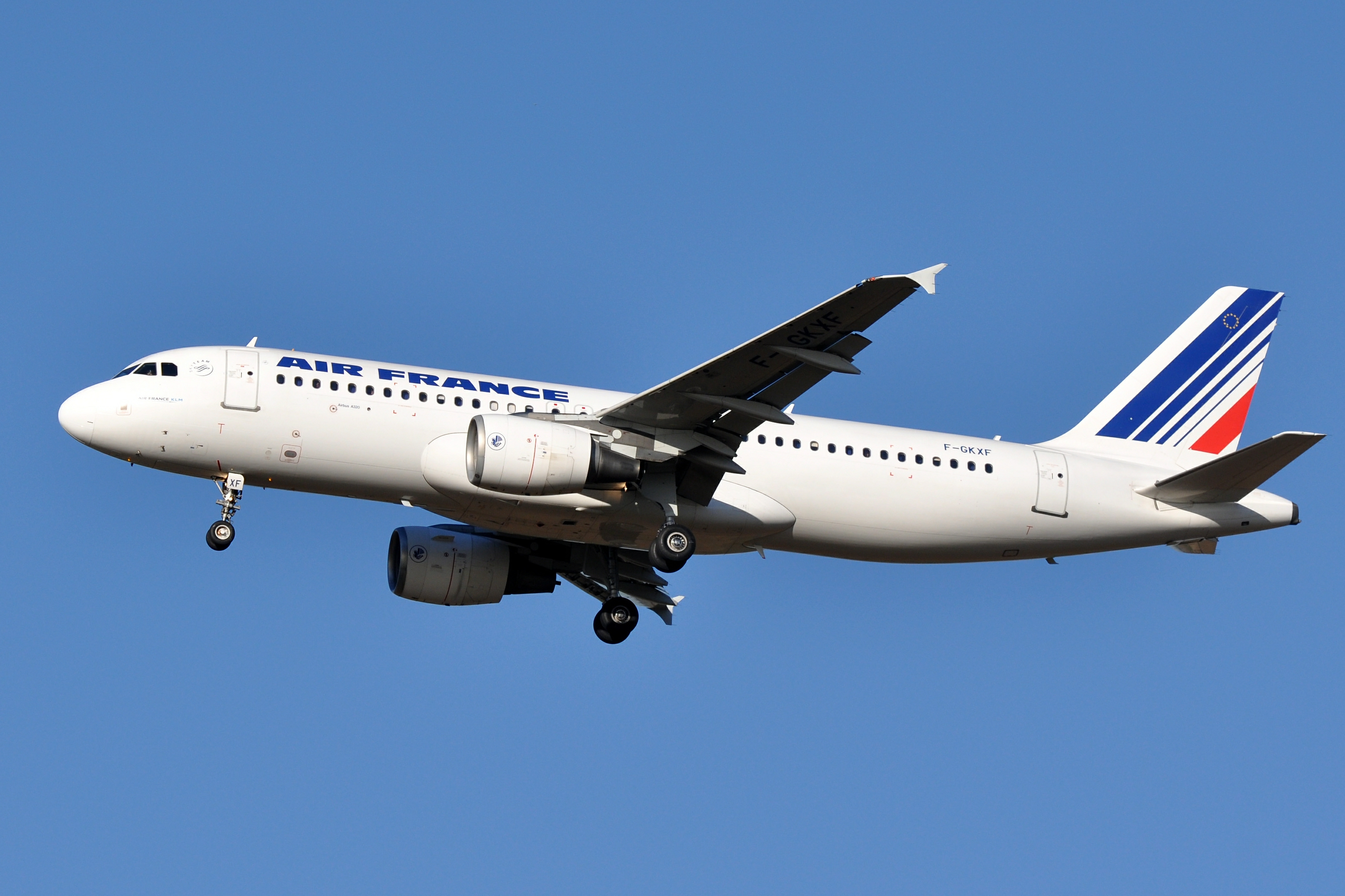
Lądujący Airbus A320

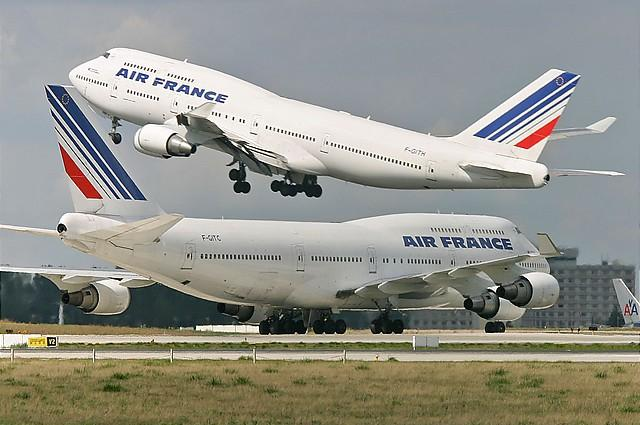
Boeingi 747 we flocie Air France

Air France – francuska linia lotnicza, wchodząca w skład holdingu Air France-KLM. Linia należy do sojuszu SkyTeam. Jest to jedna z największych linii lotniczych świata, która jako jedna z dwóch, obok British Airways, korzystała z samolotów ponaddźwiękowych Concorde. Portem macierzystym jest lotnisko w Roissy pod Paryżem (Charles de Gaulle).
Siatka połączeń obejmuje wszystkie kontynenty. Przewoźnik obsługuje regularne połączenia pasażerskie do 195 portów lotniczych w 86 krajach. Do Polski lata ze stolicy Francji do Warszawy i Krakowa.
Agencja ratingowa Skytrax przyznała liniom cztery gwiazdki.

## Flota
Według stanu na sierpień 2025 flota Air France składa się z 229 samolotów, w tym 2 do transportu cargo o średnim wieku 12,6 lat:
| Samolot                 | Samolot | Samolot   | Liczba miejsc      | Liczba miejsc      | Liczba miejsc      | Liczba miejsc      | Liczba miejsc      | Uwagi                                    |
| Model                   | Aktywne | Zamówione | F                  | B                  | P                  | E                  | Łącznie            | Uwagi                                    |
| ----------------------- | ------- | --------- | ------------------ | ------------------ | ------------------ | ------------------ | ------------------ | ---------------------------------------- |
| Airbus A220-300         | 45      | 15        | –                  | 20                 | –                  | 128                | 148                | W trakcie dostawy od 2021                |
| Airbus A318-100         | 5       | –         | –                  | 18                 | –                  | 113                | 131                | Planowane wycofanie po dostarczeniu A220 |
| Airbus A319-100         | 7       | –         | –                  | 20                 | –                  | 122                | 142                | Planowane wycofanie po dostarczeniu A220 |
| Airbus A319-100         | 7       | –         | –                  | 20                 | –                  | 123                | 143                | Planowane wycofanie po dostarczeniu A220 |
| Airbus A320-200         | 36      | –         | –                  | 20                 | –                  | 154                | 174                |                                          |
| Airbus A320-200         | 36      | –         | –                  | 18                 | –                  | 160                | 178                |                                          |
| Airbus A321-100         | 4       | –         | –                  | –                  | –                  | 212                | 212                |                                          |
| Airbus A321-200         | 10      | –         | –                  | 32                 | –                  | 168                | 200                |                                          |
| Airbus A321-200         | 10      | –         | –                  | –                  | –                  | 212                | 212                |                                          |
| Airbus A330-200         | 10      | –         | –                  | 36                 | 21                 | 167                | 224                | Planowane wycofanie po dostarczeniu A350 |
| Airbus A350-900         | 39      | 2         | –                  | 34                 | 24                 | 266                | 324                | Planowane dostarczenie od 2026           |
| Airbus A350-900         | 39      | 2         | –                  | 48                 | 32                 | 212                | 292                | Planowane dostarczenie od 2026           |
| Airbus A350-1000        | –       | 28        |                    |                    |                    |                    |                    | Planowane dostarczenie od 2026           |
| Boeing 777-200ER        | 18      | –         | –                  | 40                 | 24                 | 216                | 280                | Planowane wycofanie po dostarczeniu A350 |
| Boeing 777-200ER        | 18      | –         | –                  | 28                 | 24                 | 260                | 312                | Planowane wycofanie po dostarczeniu A350 |
| Boeing 777-300ER        | 43      | –         | 4                  | 58                 | 28                 | 206                | 296                |                                          |
| Boeing 777-300ER        | 43      | –         | -                  | 48                 | 48                 | 273                | 369                |                                          |
| Boeing 777-300ER        | 43      | –         | -                  | 14                 | 28                 | 430                | 472                |                                          |
| Boeing 777F             | 2       | –         | konfiguracja cargo | konfiguracja cargo | konfiguracja cargo | konfiguracja cargo | konfiguracja cargo |                                          |
| Boeing 787-9 Dreamliner | 10      | –         | –                  | 30                 | 21                 | 228                | 279                |                                          |
| Łącznie                 | 229     | 45        |                    |                    |                    |                    |                    |                                          |

## Historia
Linia lotnicza Air France powstała w 1933 w wyniku połączenia pięciu linii lotniczych (Air Orient, Unii Air, Compagnie Générale Aerospatale, Compagnie Internationale de Navigation aerienne (CIDNA) i Société Générale des Transports Aériens (SGTA).
1 czerwca 2009 miała miejsce nad Atlantykiem katastrofa lotu 447 linii Air France. Na pokładzie samolotu było 228 osób. Bezpośrednią przyczyną katastrofy było przeciągnięcie, powodowane niewłaściwą reakcją załogi na błędne odczyty prędkości maszyny.
W 2013 linia Air France stworzyła linię HOP!, która pełni rolę linii regionalnej (loty wewnątrz Francji) oraz wykonuje loty średniodystansowe do niedalekich miast europejskich. Uważana jest za tanią linię lotniczą. W skład floty wchodzi 98 samolotów, które latają na 136 trasach.

## Operacja berlińska
Na mocy decyzji sojuszników, Air France w latach 1951–1990 utrzymywał sieć rozkładowych lotów o dużej częstotliwości pomiędzy Zachodnimi Niemcami (np. Norymbergą, Monachium, Düsseldorfem oraz Frankfurtem nad Menem) a Berlinem Zachodnim.